# Куцевка
Куцевка (укр. Куцівка) — бывшее село, Резуненковский сельский совет, Коломакский район, Харьковская область. Код КОАТУУ — 6323280608.
Село находилось в верховьях балки урочище Куцевка, в 1,5 км от села Андрусовка. Село было снято с учёта в 1997 году .